# Fiorino di Danzica
Il fiorino di Danzica (in tedesco: Danziger Gulden) fu la valuta circolante nella Città Libera di Danzica tra il 1923 e il 1939. Era diviso in 100 Pfennige. 

## Storia
| 1 Gulden | 1 Gulden |
| -------- | -------- |
|          |          |
| 1923     |          |

Adottato per decisione del Senato cittadino (riforma valutaria del 20 ottobre e 20 novembre 1923), il fiorino di Danzica sostituì dal 18 dicembre dello stesso anno l'effimero marco di Danzica (Danziger Mark) ma non in base ad un cambio prefissato, bensì con un valore di 1 fiorino=1/25 di lira sterlina, pari a 7,9 grammi d'oro. La decisione di legare il cambio del fiorino di Danzica alla valuta del Regno Unito e alle riserve d'oro ivi stoccate fu presa per garantire maggiore stabilità alla nuova moneta e per svincolarla dalla Papiermark e dallo złoty polacco che proprio nel 1923 erano soggetti ad una forte inflazione. Le monete furono principalmente coniate dalla zecca di Berlino ed in parte da quella di Utrecht.
Ad emettere i fiorini di Danzica fu temporaneamente la Danziger Zentralkasse AG ("Cassa centrale di Danzica SpA"), creata appositamente il 19 ottobre precedente, fino alla creazione della Banca di Danzica il 5 febbraio 1924. Con la prima emissione vennero messe in circolazione monete da 1, 2, 5 e 10 Pfennig in nichel e cupronichel, da ½, 1, 2 e 5 fiorini in argento e da 25 fiorini in oro.
Nel 1932 venne coniata la seconda serie e le monete da 5 e 10 Pfennig divennero di cupralluminio, quelle da ½ e un fiorino di nichel puro e quelle da 2 e 5 fiorini (ora con diametro ridotto) in una lega d'argento di minor qualità. Contemporaneamente vennero ritirate le monete della prima serie, ad eccezione delle monete in nichel di basso valore e di quelle in oro. Nel 1935, in seguito ad una svalutazione del 42%, venne coniata la terza serie con monete da 5 e 10 fiorini in nichel e fu abolito il cambio fisso con la sterlina inglese. Anche il controvalore in oro della valuta fu più volte modificato nel corso degli anni, fino ad equivalere alla fine a soli 0,1687923 grammi d'oro.
In seguito all'annessione della città alla Germania il 1º settembre 1939 il fiorino di Danzica fu a sua volta rimpiazzato dalla Reichsmark tedesca al cambio di 1 fiorino=0,7 marchi. Il 15 ottobre dello stesso anno la valuta fu dichiarata fuori corso.